# Archidamo II
Archidamo II (in greco antico: Ἀρχίδαμος B?, Archìdamos B; ... – 427 a.C.) è stato re di Sparta della casa reale degli Euripontidi dal 476 al 427 a.C.

## Biografia
Archidamo succedette al nonno Leotichida, deposto ed esiliato dagli efori per essersi fatto corrompere dalla famiglia filo-persiana degli Aleuadi. Leotichida aveva un figlio, Zeussidamo, che morì giovane dopo la nascita di Archidamo; dopo la morte del figlio Leotichida sposò un'altra donna per concepire nuovi eredi, da questo matrimonio ottenne una figlia, Lampito, che venne data in moglie ad Archidamo, ma non eredi maschi, quindi gli succedette il nipote.
Durante il suo mandato, Sparta fu sconvolta da un disastroso terremoto,. dopo il quale gli Iloti si ribellarono, dando inizio alla terza guerra messenica.
Archidamo guidò l'esercito spartano durante la terza guerra messenica e nei primi cinque anni della guerra del Peloponneso durante l'occupazione spartana dei territori attici; da lui prende infatti il nome la prima parte del conflitto (guerra archidamica). Tucidide riporta il suo discorso contrario alla guerra nel consiglio della lega del Peloponneso del 432 a.C.
Morì nel 427 a.C. lasciando il trono al figlio Agide II, avuto dalla prima moglie Lampito. Archidamo ebbe altri tre figli dalla seconda moglie Eupolia: Agesilao II, che divenne anch'egli re alla morte del fratellastro Agide II, il futuro navarco Teleutia ed infine Cinisca, nota per essere stata la prima donna ad aver vinto una gara alle Olimpiadi.

## Nella cultura di massa
Archidamo è presente nel videogioco Assassin's Creed: Odyssey ricoprendo il ruolo di re  assieme a Pausania.